# Угличко језеро
Угличко језеро (рус. Угличское водохранилище) вештачко је језеро у европском делу Русије, настало преграђивањем корита реке Волге у њеном горњем делу тока. 
Настало је преграђивањем корита реке Волге 1939. за потребе функционисања Угличке хидроелектране. Језеро се налази на просторима Угличког рејона Јарославске области и Кимерског, Каљазинског и Кашинског рејона Тверске области. 
Максимална дужина језера је до 146 км, ширина до 5 километара, док је укупна површина ујезерене површине 249 км². Колебања нивоа воде у језеру се крећу до максимално 7 метара. Максимална дубина је 22 метра, у просеку око 5 метара. Запремина језера је 1,24 км³.
Најважније реке које се уливају у језеро су Медведица, Нерљ, Кашинка, Кимрка и Жабња. На обалама језера налазе се градови Каљазин и Кимри.
Воде из језера користе се за производњу електричне енергије, наводњавање, риболов и водени саобраћај. 
На средини Угличког језера налази се познати Потопљени звоник, који представља последњи остатак руске православне цркве посвећене Светом Николи из XVII века. 